# Kirchengemeinschaft
Eine Kirchengemeinschaft, manchmal auch als Gemeinschaft oder Communio bezeichnet, ist die durch eine Kirche gegebene Gemeinschaft oder die gegenseitige Anerkennung zwischen Kirchen oder Konfessionen, dass die Partnerkirchen das Wesentliche des christlichen Glaubens umfassen. Nach biblischem Verständnis ist es Jesu Wille, dass die Gläubigen eins sind, so wie er und der Vater eins sind (Joh 17,11 ). Im Urchristentum begannen Kirchenspaltungen zur Zeit Paulus’, indem einzelne Sondergruppen gegründet wurden (1 Kor 1,10–12 ). Weitergehend als die Kirchengemeinschaft sind die katholische Kirchenunion und die protestantische Union in Verwaltung oder auch Bekenntnis.
Vollständige Kirchengemeinschaft – im Bereich der reformatorischen Kirchen meist als „volle Kanzel- und Abendmahlsgemeinschaft“ bezeichnet – umfasst:
- gegenseitige Anerkennung der Taufe
- gemeinsame Feier des Abendmahls/der Eucharistie (Abendmahlsgemeinschaft)
- gegenseitige Anerkennung der ordinierten Geistlichen
- gegenseitige Anerkennung der Sakramente
- gemeinsame Verpflichtung zur Mission
- Kanzelgemeinschaft

Die Partnerkirchen einer Kirchengemeinschaft bewahren ihre theologische, traditionelle und organisatorische Eigenständigkeit. 
Vollständige Kirchengemeinschaft besteht z. B. zwischen
- den 15 autokephalen orthodoxen Kirchen byzantinischer Tradition;
- den vorchalkedonischen altorientalischen Kirchen alexandrinischer und antiochenischer Tradition, also das armenische, syrische, malankarische (südindische), koptische (ägyptische), äthiopische und eritreische Christentum;
- den Kirchen römisch-katholischer Tradition, also der Lateinischen Kirche und den Katholischen Ostkirchen;
- den anglikanischen Kirchen, den altkatholischen bzw. christkatholischen Kirchen der Utrechter Union, der Unabhängigen Philippinischen Kirche und der Schwedischen Kirche;
- den 145 evangelisch-lutherischen Kirchen, die dem Lutherischen Weltbund angehören;
- den Kirchen der Gemeinschaft Evangelischer Kirchen in Europa, der lutherische, reformierte und methodistische Kirchen angehören;
- den vier großen evangelischen Kirchen der USA, die auf der Grundlage der Formula of Agreement (1997) vereint sind (evangelisch-lutherisch, reformiert, presbyterianisch und die United Church of Christ);
- den großen lutherischen und anglikanischen Kirchen der USA (Evangelical Lutheran Church in America, Episkopalkirche der Vereinigten Staaten von Amerika) und Kanadas (Evangelical Lutheran Church in Canada, Anglikanische Kirche von Kanada);
- der United Church of Christ und der deutschen Union Evangelischer Kirchen (UEK);
- den zwölf reformatorischen Kirchen der Porvoo-Gemeinschaft (einerseits die anglikanischen Kirchen der Britischen Inseln und der Iberischen Halbinsel, andererseits die nordischen und baltischen lutherischen Kirchen);
- den Freikirchen und anderen baptistischen Kirchen im Baptistischen Weltbund;
- den 76 Kirchen, die dem Weltrat methodistischer Kirchen angehören;
- der Kirche der Waldenser und Methodisten in Italien und der dortigen Union der Baptisten;

Von dieser Aufführung ausgenommen sind einige „nichtkanonische“ orthodoxe Kirchen, einige protestantische Konfessionen (Christian Church (Disciples of Christ), das Quäkertum), antitrinitarische Kirchengemeinschaften (Unitarismus, Christadelphian, Zeugen Jehovas) und das Mormonentum.